# David E. Barclay
David Edward Barclay (* 12. Juli 1948) ist ein US-amerikanischer Historiker.
Er legte seinen Ph.D. in Geschichte an der Stanford University im Jahr 1975 ab, an der er bei Gordon A. Craig studierte. Er lehrte von 1974 bis 2016 am Kalamazoo College und ist Mitglied der German Studies Association. Sein Forschungsschwerpunkt ist die deutsche Geschichte.
Barclay gewann 2006/2007 den Berlin-Preis der American Academy in Berlin.

## Schriften (Auswahl)
- Social politics and social reform in Germany, 1890–1933. Rudolf Wissell and the Free Trade Union Movement. Stanford 1975.
- Rudolf Wissell als Sozialpolitiker 1890–1933 (= Einzelveröffentlichungen der Historischen Kommission zu Berlin, Bd. 44). Berlin: Colloquium Verlag, 1984.
- Hrsg. mit Wilhelm Treue: Geschichte als Aufgabe. Festschrift für Otto Büsch zu seinem 60. Geburtstag, Berlin: Colloquium Verlag, 1988.
- Frederick William IV and the Prussian Monarchy 1840–1861. Oxford: Oxford University Press, 1995; dt.: Anarchie und guter Wille. Friedrich Wilhelm IV. und die preußische Monarchie. Aus dem Amerikanischen von Marion Müller, Berlin: Siedler, 1995.
- Hrsg. mit Elisabeth Glaser-Schmidt: Transatlantic Images and Perceptions. Germany and America since 1776. Cambridge: Cambridge University Press, 1997.
- Hrsg. mit Eric D. Weitz: Between Reform and Revolution. German Socialism and Communism from 1840 to 1990. London: Berghahn Books, 1998.
- Schaut auf diese Stadt. Der unbekannte Ernst Reuter. Aus dem Amerikanischen von Ilse Utz. Berlin: Siedler Verlag, 2000.